# Václav Boukal
Václav Boukal (18. června 1922 Vlachovo Březí – 13. října 2007 České Budějovice) byl český kreslíř, ilustrátor, malíř a grafik.

## Život
V letech 1941–1942 studoval u profesora Jaroslava Švába v Officině Pragensis a v letech 1945–1949 na Akademii výtvarných umění v Praze u Vratislava Nechleby a Vlastimila Rady. Knižní ilustraci se začal věnovat krátce po skončení druhé světové války. V roce 1947 vydal vzpomínkovou knihu Blázen veze pravdu v kufru, v níž čerpal z vlastních zážitků z totálního nasazení v Německu. K tématu se později vrátil knihou Maturita v železném dešti (1980). Působil v Českých Budějovicích. Jeho vnuk Jan Mahr je fotografem. Výtvarnými pracemi je zastoupen ve sbírkách Národní galerie Praha, Alšovy jihočeské galerie v Hluboké nad Vltavou nebo Muzea Aloise Jiráska a Mikoláše Alše v Praze.

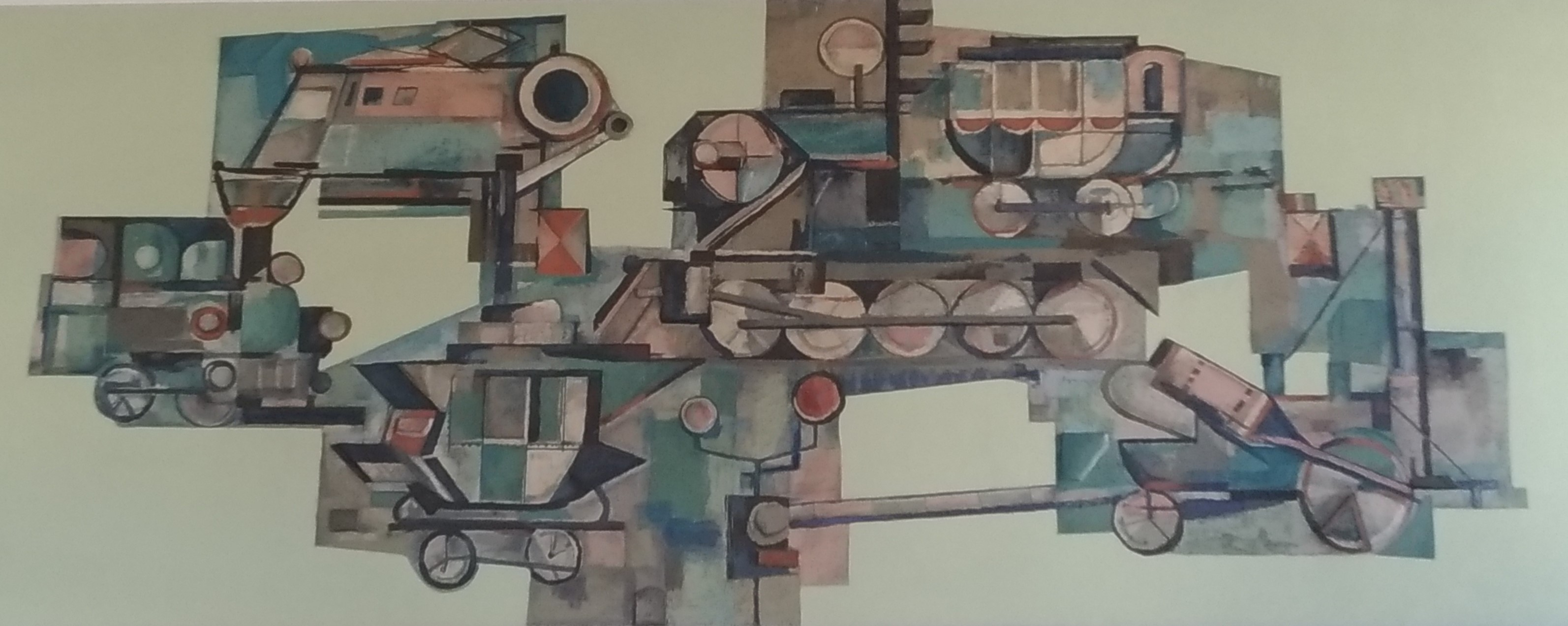
Malba Václava Boukala v hale vlakového nádraží v Českých Budějovicích

## Dílo
V 50. letech 20. století se stal vyhledávaným ilustrátorem české literatury 19. a první poloviny 20. století. Výtvarně doprovodil např. několik titulů Aloise Jiráska (Poklad, Mezi proudy, Jan Roháč z Dubé, Bratrstvo), nové vydání knihy Zikmunda Wintera Z dávných dob (1956), povídkový soubor Václava Beneše Třebízského Levohradecká povídka a jiné prózy (1957) nebo Vesnický román Karolíny Světlé (1958). Vedle toho obrazově vypravil např. román Antala Staška O ševci Matoušovi a jeho přátelích (1954), dobový román pro mládež Hrdinův bratr sovětského spisovatele Lva Kassila (1954) nebo soubor slovenských pověstí Kremnický zlatý člověk od Jozefa Horáka (1959). Boukalův výtvarný projev v tomto období odpovídal požadavkům tzv. socialistickému realismu. Zejména u historické literatury se přitom potvrdila Boukalova důslednost v nakládání s dobovými reáliemi a schopnost řemeslně zvládnuté, živě provedené kresby. V následujícím období se u něj prosadila výraznější výtvarná zkratka odpovídající umírněnému navazování na odkazy předválečného modernismu, kterým československé umění masově procházelo od druhé poloviny 50. let (zejména po úspěchů expozice na Světové výstavě Expo 58 v Bruselu). Tomuto výrazu zůstal věrný až do konce života v užité i volné výtvarné tvorbě. Jako kreslíř a malíř se věnoval folklórním, vesnickým a krajinářským námětům. Opakovaně se vracel k válečným motivům a inspiracím v osobnosti francouzského básníka Françoise Villona. V oblasti tvorby pro architekturu realizoval nástěnnou malbu a mozaiku v hale vlakového nádraží v Českých Budějovicích (1972–1973) a mozaiku pro interiér Muzea dělnického revolučního hnutí v Českých Budějovicích (1975, dnes Jihočeská vědecká knihovna).